# ジューディア・パール
ジューディア・パール（Judea Pearl、1936年9月4日 - ）はイスラエル系アメリカ人の計算機科学者で哲学者。人工知能への確率的アプローチとベイジアンネットワークを発展させたことで知られている（確率伝搬法を参照）。また、構造モデルに基づいた因果的かつ反事実的推論の理論を発展させた。
「確率的および因果的推論の算法を発展させることで、人工知能に基礎的貢献をした」として、2011年のACMチューリング賞を受賞。
パールの息子ダニエル・パールはジャーナリストだったが、アメリカ人でかつユダヤ人だということから、2002年にアルカイダと国際イスラム戦線の関係者とされる者にパキスタンで誘拐され殺害された。

## 経歴
1936年、イギリス委任統治領パレスチナ（現在のイスラエル）テルアビブで生まれる。1960年、イスラエル工科大学で電気工学の学士号を得た。卒業後アメリカに移り、ラトガース大学で物理学の修士号を取得し、1965年にはブルックリン・ポリテクニック・インスティチュートで電気工学の博士号を得た。その後、RCAの研究所で超伝導を使った記憶装置などを研究。さらに Electronic Memories, Inc. で最先端の記憶装置を研究した。1970年、UCLAの工学および応用科学部門で教職につき、2012年現在はそこで計算機科学と統計学の教授となっており、認知システム研究所の所長も務めている。妻ルース (Ruth) との間に3人の子をもうけた。2011年現在、NGO Monitor の国際諮問委員を務めている。

## 息子ダニエル・パール殺害事件
息子のダニエル・パールはウォール・ストリート・ジャーナルで働くジャーナリストだった。2002年、彼はパキスタンで誘拐され殺害された。そのためジューディアと家族や友人が Daniel Pearl Foundation を創設。ダニエルの死の7周年となった日、ウォール・ストリート・ジャーナルにジューディアの Daniel Pearl and the Normalization of Evil: When will our luminaries stop making excuses for terror? と題した記事が掲載された。

## 研究
ジューディア・パールは、ベイジアンネットワークと人工知能への確率的アプローチの先駆者の1人であり、実験的科学の因果モデルを数学的に定式化した先駆者の1人である。また、高度な認知モデルの研究も行ってきた。科学哲学、知識表現、非古典論理学にも関心を寄せている。UCLAの計算機科学教授 Richard Korf はパールを「人工知能分野の巨人の1人」と称した。Association for Computing Machinery はパールの因果性についての業績について「統計学、心理学、医学、社会科学において、因果律についての理解に革命をもたらした」と評している。

### 主な貢献
- チューリング賞のサイトにパールの科学的貢献の要約が時系列にまとめられている[1]。
- また、ACMは2012年にパールの書誌情報を注釈付きでまとめている[10]。

### 著作
- Heuristics: Intelligent Search Strategies for Computer Problem Solving, Addison-Wesley, 1984
- Probabilistic Reasoning in Intelligent Systems: Networks of Plausible Inference, Morgan-Kaufmann, 1988
- Judea Pearl (2000-03-13). Causality: Models, Reasoning, and Inference. Cambridge University Press. ISBN 978-0521773621
  - 日本語訳は Judea Pearl 著、黒木学 訳『統計的因果推論 -モデル・推論・推測-』共立出版、2009年2月24日。ISBN 978-4320018778。
- I Am Jewish: Personal Reflections Inspired by the Last Words of Daniel Pearl, Jewish Lights, 2004.
- Judea Pearl, Madelyn Glymour, Nicholas P. Jewell (2016-01-25). Causal Inference in Statistics: A Primer. Wiley. ISBN 978-1119186847
  - 日本語訳は Judea Pearl, Madelyn Glymour, Nicholas P. Jewell 著、落海浩 訳『入門 統計的因果推論』朝倉書店、2019年8月28日。ISBN 978-4254122411。
- Judea Pearl, Dana Mackenzie (2018-05-15). The Book of Why: The New Science of Cause and Effect. Penguin. ISBN 978-0241242636
  - ジューディア・パール/ダナ・マッケンジー 著、夏目大 訳『因果推論の科学 -「なぜ?」の問いにどう答えるか』文藝春秋、2022年9月12日。ISBN 978-4163915968。松尾豊 監修・解説。

### 論文
- パールのサイトにある論文一覧

### 講演
- "The Algorithmization of Counterfactuals" Rumelhart Lecture（2011年7月21日）の動画
- "On Causes and Counterfactuals"  記念シンポジウム（2010年3月12日）での講演の動画
- トロント大学での名誉博士号授与式でのスピーチの動画 （2007年6月21日）
- "The Art and Science of Cause and Effect" - パールによる講演の記録
- Reasoning with Cause and Effect

### 学術賞・栄誉
- 1999年 - IJCAI Award for Research Excellence（国際人工知能会議）[11]
- 2000年 - Classic Paper Award（AAAI）[12]
- 2001年 - ラカトシュ賞
- 2003年 - ACMアレン・ニューウェル賞[13]
- 2007年 - 名誉博士号（トロント大学）
- 2008年 - ベンジャミン・フランクリン・メダル (フランクリン協会)[14]
- 2011年 - ラメルハート賞[15][16]
- 2011年 - IEEE Intelligent Systems の人工知能の殿堂入り[17][18]
- 2011年 - ACMチューリング賞[1][2]
- 2011年 - ハーヴェイ賞
- 2015年 - ディクソン賞科学部門
- 2021年 - BBVA Foundation Frontiers of Knowledge Award

### 科学アカデミー会員
- 1988年 - IEEEフェロー
- 1990年 - アメリカ人工知能学会フェロー
- 1995年 - 全米技術アカデミー会員
- 2015年 - ACMフェロー
- 2025年 - 王立協会の外国人会員[19]